# Péchaudier
Péchaudier [peʃodje] ist eine französische Gemeinde  mit 185 Einwohnern (Stand: 1. Januar 2022) im Département Tarn in der Region Okzitanien. Sie gehört zum Kanton Lavaur Cocagne und zum Arrondissement Castres. 
Sie grenzt im Norden und im Südosten an Puylaurens, im Osten an Saint-Sernin-lès-Lavaur, im Süden an Montgey (Berührungspunkt), im Südwesten an Aguts und im Nordwesten an Cuq-Toulza. Die Ortschaft liegt auf 220 Höhenmetern.

## Bevölkerungsentwicklung

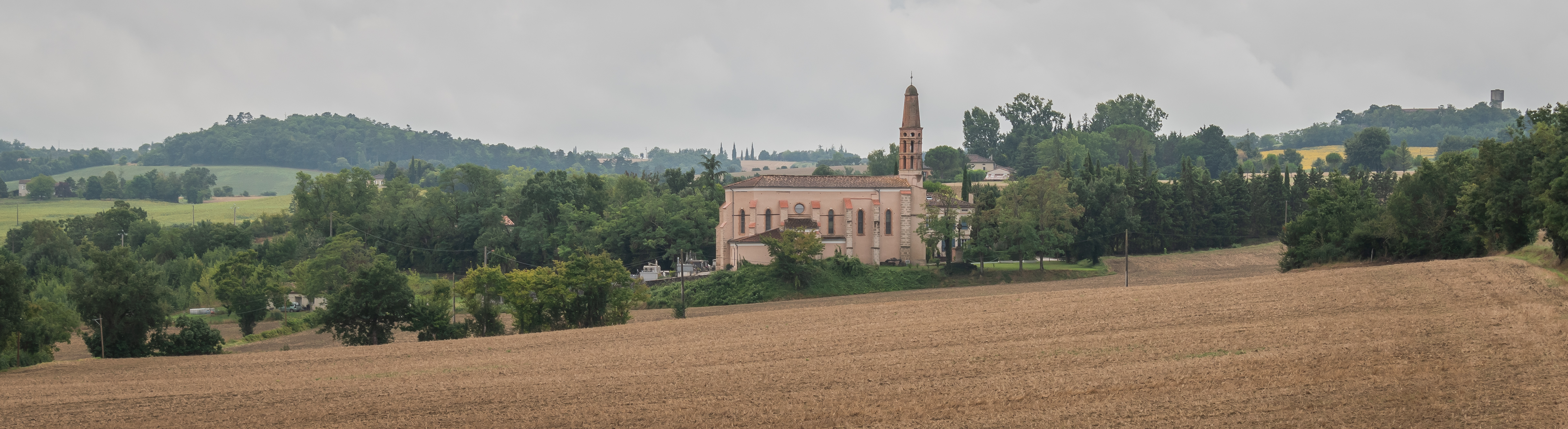
Kirche Notre-Dame

| Jahr      | 1962 | 1968 | 1975 | 1982 | 1990 | 1999 | 2008 | 2015 |
| --------- | ---- | ---- | ---- | ---- | ---- | ---- | ---- | ---- |
| Einwohner | 205  | 193  | 168  | 170  | 164  | 185  | 193  | 181  |